# Luftkollektor

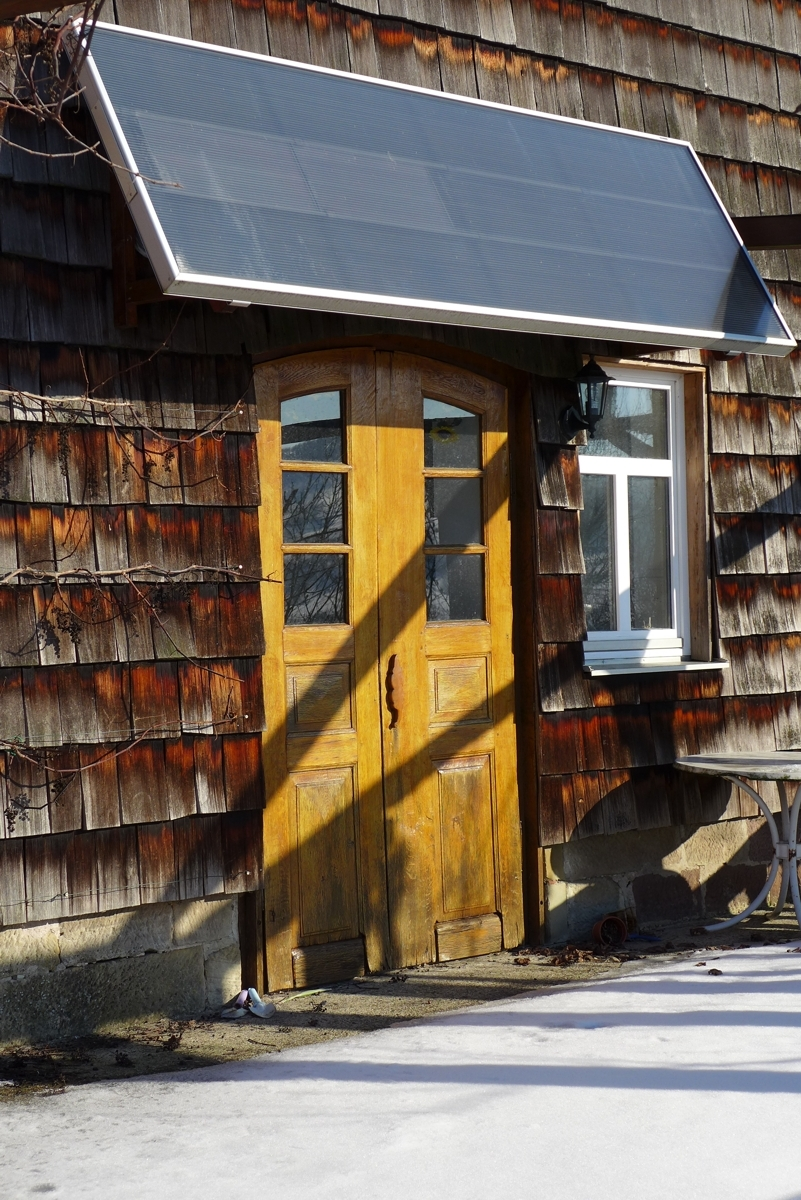
Luftkollektor als Vordach montiert

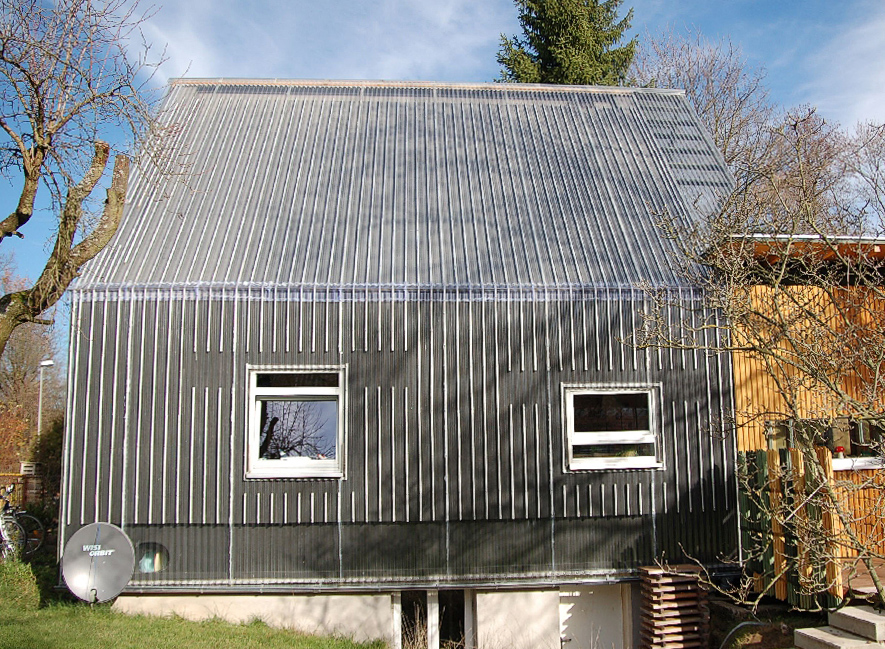
Ein Dach als Luftkollektor

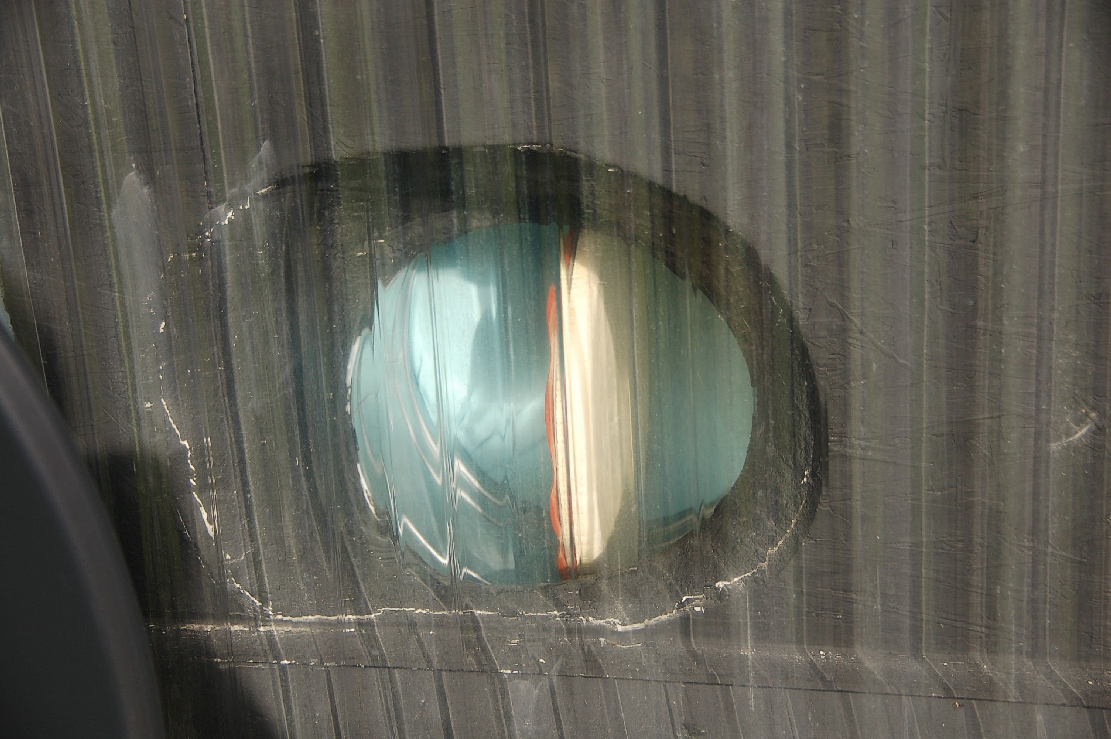
Kältere Luft strömt ein

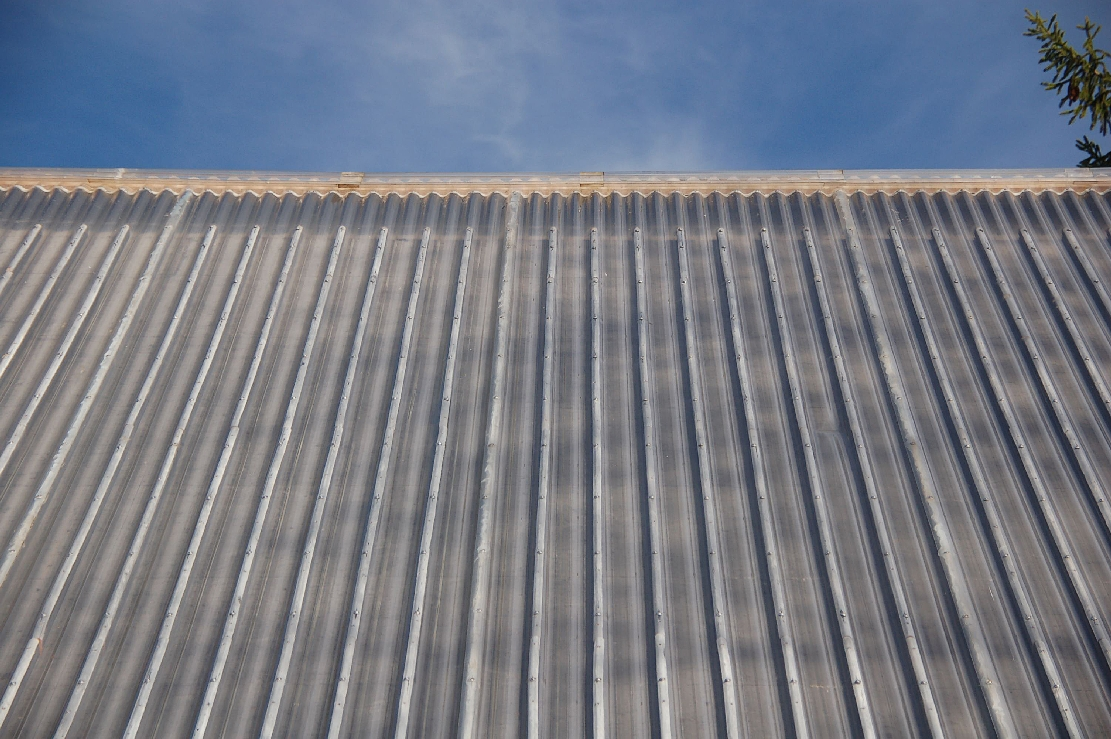
Auf der Spitze des Daches wird die erwärmte Luft abgesaugt

Luftkollektoren sind eine Art von Solarkollektoren, bei der Luft statt Wasser als Wärmeträger benutzt wird. Der Aufbau ist ähnlich: In der Regel sind in eine Wanne oder einen Kasten die Wärmesammler (sog. Absorber) eingelegt, die die durch die Sonne eingestrahlte Wärmeenergie an die darunter strömende Luft weitergeben. Die Oberseite bildet eine Glasabdeckung, die den Kollektor vor Umwelteinflüssen (Regen, Hagel etc.) schützt. Moderne Luftkollektoren erreichen in Bezug auf die Wärmeübertragung Wirkungsgrade von 50 bis 70 %. Der Kollektor kann überall dort montiert werden, wo er der Sonne im Laufe des Tages zugewandt ist. Es bietet sich die Montage auf dem Hausdach oder an der Fassade an. Da Luft an sich so gut wie keine Energie (über längere Zeit) speichern kann, gibt es zwei Verfahren, die Wärme nutzbar zu machen:

## Nutzungsart
- Die im Kollektor erwärmte Luft kann mithilfe eines Ventilators direkt in das Gebäude eingeblasen werden. Dies ist eine einfache und unkomplizierte Variante zum Heizen und Lüften mit der Sonne für die unterschiedlichsten Gebäude (Ferienhäuser, Wohnhäuser, Hallengebäude...). Auch eine Kombination von Luftkollektoren mit Luftheizanlagen ist möglich. In Gebieten mit gemäßigtem Klima sind Luftheizungen in Hallengebäuden sehr verbreitet, weshalb gerade hier eine Einbindung von Luftkollektoren sehr interessant ist.
- Alternativ gibt die stark erhitzte Luft zunächst nicht benötigte Wärme über einen Wärmetauscher an ein Speichermedium ab. Hier bietet sich wegen der hohen Speicherkapazität zunächst ein gedämmter Wasserspeicher an. Danach wird die abgekühlte Luft wie bei (a) in die Räume geblasen.

Statt eines Wasserspeichers kann auch ein gedämmter Steinspeicher genutzt werden. Auch hier wird die Luft nach der Abgabe eines Teils der Wärme anschließend in die Gebäude geblasen. Eine weitere Möglichkeit stellen sogenannte Hypo- und Murokausten dar, die bei optimaler Auslegung ein Speichervolumen von ein bis drei Tagen bieten können.
Im Vergleich zu Wasserkollektoren sind Luftkollektoren derzeit noch nicht sehr verbreitet. Luftkollektoren werden aber auch in Deutschland zunehmend interessanter, da sie eine einfache und unkomplizierte Heizmöglichkeit ohne Verbrauch fossiler Energieträger darstellen. Zusätzlich bringen die Kollektoren frische gefilterte Luft ins Gebäude und ermöglichen so eine Lüftung mit Energiegewinn. In Landwirtschaft und Industrie werden Luftkollektoren schon seit mehreren Jahren erfolgreich zur Trocknung von Heu, Getreide, Kräutern oder anderer Biomasse eingesetzt. Durch moderne Steuergeräte ist es auch möglich, Luftkollektoren zur Kellertrocknung einzusetzen. Auch hier wird der Heiz- und Lüftungseffekt der Anlage ausgenutzt. Der Deutsche Alpenverein (DAV) setzt beispielsweise SolarLuft-Kollektoren zum Heizen und Lüften von Berghütten, aber auch zum Trocknen und Kompostieren von Reststoffen aus dem Hüttenbetrieb ein. In dem Forschungsprojekt „Reststoffbehandlung im Hochgebirge“, das von der Deutschen Bundesstiftung Umwelt (DBU) gefördert wurde, sind SolarLuft-Kollektoren als Solar-Schlammtrockner und Solar-Komposter ausführlich untersucht worden.

## Vorteile – Nachteile
Nachteilig ist, dass keine dünnen Wasserrohre, sondern dickere Luftkanäle in den Häusern eingebaut werden müssen. Dies kann in Neubauten bereits bei der Konstruktion berücksichtigt werden, bei Altbauten sind jedoch individuelle Lösungen gefragt. Außerdem ist die Wärme nur bei direkter Sonneneinstrahlung vorhanden und nur mit großem Aufwand zu speichern.
Von Vorteil ist, dass Luft nicht kochen und die Kollektoren beschädigen kann. Außerdem können Luftkollektoren und -leitungen nicht einfrieren. Leckagen im Lüftungsrohrsystem sind weniger schädigend als Wasserschäden. Im Winter, wenn von der Sonne weniger Wärme eingefangen wird, kann die Luft – sobald sie Zimmertemperatur hat – direkt in die Räume geleitet werden. Da Luft eine sehr viel geringere Spezifische Wärmekapazität als Wasser hat, sind Luftkollektoren reaktionsschneller als Wasserkollektoren.

## Erweiterte Nutzung durch Energiekaskade
Eine weitere Möglichkeit besteht bei sehr hohen Temperaturen (Wärmeüberschuss im Sommer, klare Wintertage mit viel Sonnenstrahlung). Durch einen zweiten Wärmeträger (Wasser, Alkohol oder andere leicht siedende Flüssigkeiten) kann mittels der erhitzten Luft durch eine Dampfmaschine, -turbine zunächst mechanische Energie für die Stromgewinnung bereitgestellt werden. Diese sogenannte Energiekaskade erzeugt zuerst Strom und versorgt dann Verbraucher, die einen niedrigeren Wärmebedarf haben. Weiterhin lässt sich mit der stark erhitzten Luft auch Kälte erzeugen, indem eine Absorptionskältemaschine in Form eines Kühlschranks oder Klimaanlage betrieben wird. In den nächsten Jahrzehnten wird wetterbedingt ein steigender Kältebedarf während der Sommer erwartet. Bei Überdimensionierung der Kollektorfläche und Speicherung in einem großen Steinspeicher kann auch in der Nacht noch Energie aus der Kollektoranlage gewonnen werden.

## Autarke Luftkollektoren
Für Lauben, Hütten, Ferienhäuser und einzelne Wohnräume existieren Modelle, die aus einem normalen Luftkollektor bestehen, zusätzlich jedoch ein integriertes Photovoltaikmodul besitzen. Der im Photovoltaikmodul erzeugte Strom treibt einen Ventilator an, der sich ebenfalls im Kollektor befindet. Erwärmte Luft wird in die Wohnräume geblasen und temperiert den Innenraum. Die Regelung erfolgt über eine einfache Thermostatsteuerung. Als Einsatzbereich bieten sich Gebäude an, die nur zeitweise genutzt werden. Durch die autarke Luftkollektoranlage wird der Innenraum gelüftet (und somit trocken gehalten) und temperiert. Muffiger Geruch wird verhindert.

## Solarballon

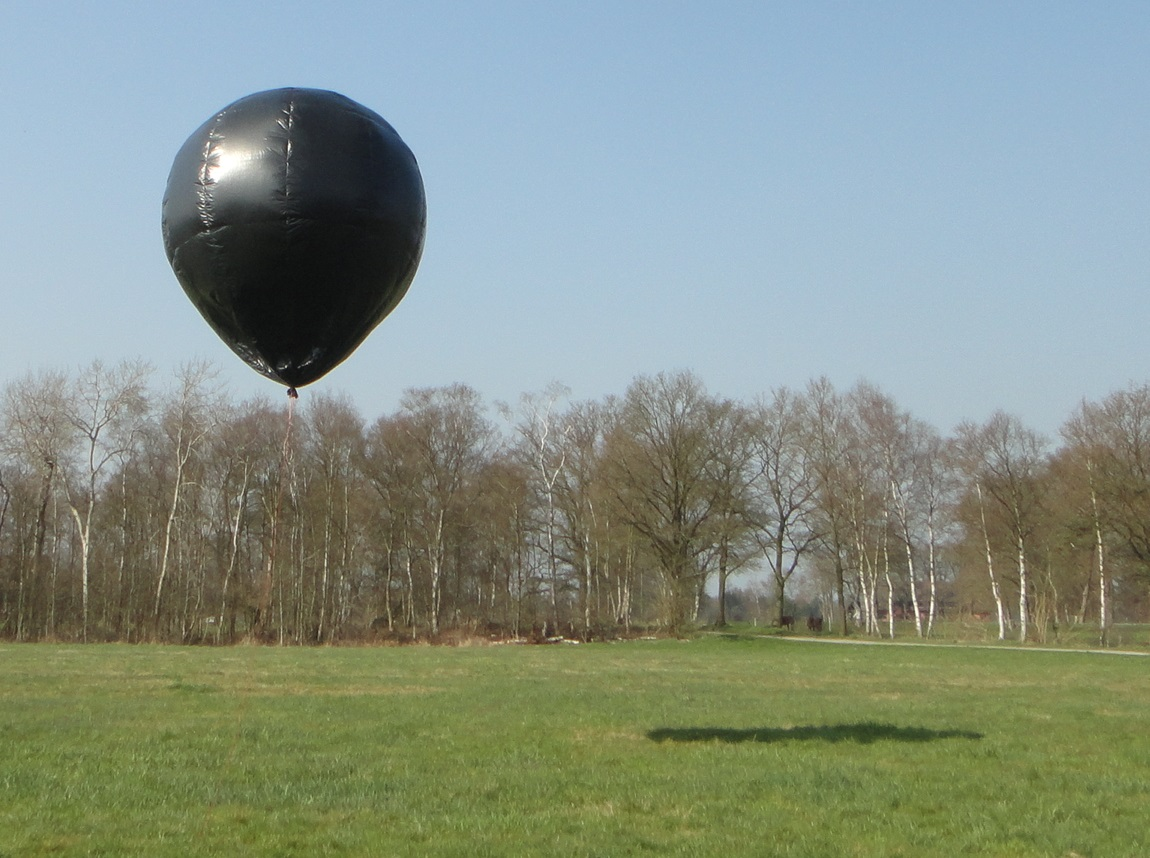
18-m³-Solarballon schwebt über einer Wiese

Ein Solarballon ist ein Heißluftballon mit schwarzer Hülle, meist aus Plastikfolie, bei dem die Luft im Innern durch Sonnenwärme geheizt wird. Weil die erwärmte Luft im Balloninnern weniger dicht ist als die kältere Umgebungsluft, entsteht ein Auftrieb und der Ballon schwebt. Solarballons sind vor allem als Kinderspielzeug bekannt.

## Förderung von Luftkollektoren
In Deutschland werden Solarluftkollektoren vom Bundesamt für Wirtschaft und Ausfuhrkontrolle (BAFA) staatlich gefördert. Nach dem Marktanreizprogramm der BAFA oder dem KfW-Programm Erneuerbare Energien wird die Installation einer solarthermischen Anlage gefördert, diese kann auch für Luftkollektoren in Anspruch genommen werden. Förderfähige bzw. geprüfte Luftkollektoren sind auf der Webseite der BAFA gelistet. Diese Förderung können Privatpersonen, Kommunen, kommunale Gebietskörperschaften, kommunale Zweckverbände und gemeinnützige Organisationen (z. B. eingetragene Vereine), kleine oder mittlere Unternehmen (KMU), KMU, an denen mehrheitlich Kommunen beteiligt sind, freiberuflich Tätige, Land- und Forstwirtschaft- und Gartenbaubetriebe bei Installation auf Bestandsgebäuden über das Bafa in Anspruch nehmen.
Seit 15. August 2022 beträgt der BAFA-Fördersatz 25 % der Gesamtinvestitionskosten im Zusammenhang mit dem Bezug, Montage und Inbetriebnahme der Anlage.
Voraussetzung
der vorgesehene Kollektor muss beim BAFA gelistet sein. Damit scheiden Eigenbaukollektoren aus.
Mindestalter
gefördert werden nur Anlagen an Gebäuden, in denen zum Zeitpunkt der Inbetriebnahme der neuen Anlage bereits seit mindestens 5 Jahren ein anderes Heizungs- oder Kühlsystem installiert war (Gebäudebestand).
Mindestinvestitionssumme
Die Investitionssumme muss inkl. Material und Montage mindestens 2.000 Euro (Brutto) betragen.
Zeitpunkt der Antragsstellung
Privatpersonen, Kommunen, kommunale Gebietskörperschaften, kommunale Zweckverbände und gemeinnützige Organisationen (Vereine, kirchliche Einrichtungen …), Unternehmen, Betriebe und Freiberufler stellen den Antrag vor Vorhabensbeginn über das vom BAFA zur Verfügung gestellte Onlineformular.